# Dumfries (stacja kolejowa)
Dumfries (ang: Dumfries railway station) – stacja kolejowa w Dumfries, w hrabstwie Dumfries and Galloway, w Szkocji, w Wielkiej Brytanii. Znajduje się na Glasgow South Western Line i jest zarządzana przez First ScotRail, który świadczy wszystkie usługi pociągów pasażerskich.
Otwarta przez Glasgow, Dumfries and Carlisle Railway w 1848 roku, linia została przedłużona na północ do Kilmarnock i Glasgow dwa lata później (GD & CR stało się częścią Glasgow and South Western Railway w tym samym czasie). Stacja okazała się później węzłem dla linii do Castle Douglas i Stranraer (otwartych latach 1859 i 1861), Lockerbie (otwarta w 1863 roku przez Caledonian Railway), a ostatnio do Moniaive (Cairn Valley Railway, otwartej w 1905). Wszystkie te linie później zostały zamknięte (Port Road do Stranraer jako ostatnia w czerwcu 1965 roku).